# Naissance en 1066
Naissance
- 1062
- 1063
- 1064
- 1065
- 1066
- 1067
- 1068
- 1069
- 1070

Cette page dresse une liste de personnalités nées au cours de l'année 1066 :
- 22 février : Lý Nhân Tông, empereur du Đại Việt (ancêtre du Viêt Nam) et le  quatrième représentant de la dynastie Lý.

- Al-Afdal Shâhânshâh, vizir du calife fatimide l'Égypte Al-Mustansir.
- Gallus Anonymus, historien polonais.
- Hamelin II de Montoire,  seigneur de Langeais et de Montoire.
- Henri de Bourgogne (comte de Portugal)
- Irène Doukas, impératrice byzantine.
- Wang Jaji, général et un diplomate de la dynastie de Goryeo en Corée.

date incertaine (vers 1066)
- Geoffroy d'Amiens, évêque d'Amiens (saint de l'Église catholique).
- Irène Doukas, femme de l’empereur byzantin Alexis Ier ainsi que la mère de son successeur, Jean II Comnène et de l’historienne Anne Comnène.
- Raimbaud II d'Orange, comte d'Orange.

## Crédit d'auteurs
- Cet article est partiellement ou en totalité issu de l'article intitulé « 1066 » (voir la liste des auteurs).